# Kouvolan Sanomat
Kouvolan Sanomat är en finländsk dagstidning som utges i Kouvola.
Kouvolan Sanomat, som grundades 1909, deklarerade sig tidigt som oavhängigt borgerlig och har haft en försvars- och företagarvänlig linje. Som förstatidning utan nämnvärd konkurrens i regionen nästan tredubblade tidningen sin upplaga från åren efter andra världskriget fram till 1980 och låg 2009 på samma nivå med 27 959 exemplar. Den är sjudagarstidning sedan 1958. Av dess chefredaktörer kan nämnas författaren Unto Seppänen (1933–1951). Kouvolan Sanomat övertogs 1992 av den nybildade koncernen Sanoma Lehtimedia Oy, som ägs av Sanoma Abp.